# 起訴艾米爾·布朗斯基
是美國超級英雄類型的網路影集《律師女浩克》的第三集，改編自漫威漫畫的角色女浩克。本集由弗蘭切斯卡·蓋爾斯（Francesca Gailes）與傑奎琳·J·蓋爾斯（Jacqueline J. Gailes）編劇、凱特·寇伊若執導，为漫威電影宇宙的系列作品之一，與漫威電影宇宙系列電影處於同一架空世界和共同世界。
塔提阿娜·瑪斯蘭尼出演「女浩克」珍妮佛·華特斯，其他演員包括喬許·塞嘉拉、金潔·岡薩加、梅根·西·斯塔莉安、黃凱旋、芮妮·愛麗絲·古思貝瑞和提姆·羅斯。寇伊若於2020年9月加入並執導大部分集數。
〈起訴艾米爾布朗斯基〉於2022年9月1日在Disney+首播。

## 劇情
「女浩克」珍妮佛·華特斯在看到客户艾米爾·布朗斯基逃狱的新闻后前往損害控制部监狱与其對質，布朗斯基解釋他是被至尊魔法師王從牢房裡强行帶走的，但後來卻自願回到監獄。當華特斯試圖聯繫王時，她身为布朗斯基的律師的消息引發了公眾爭議。另一方面，一位來自新阿斯嘉的變形精靈茹娜此前假扮成梅根·西·斯塔莉安與華特斯的前同事丹尼斯·布考斯基（Dennis Bukowski）約會並騙走了他一大筆金钱；丹尼斯因而向超人類法律部求助，该案件被分配給華特斯的同事奧古斯都·帕格列西（Augustus Pugliese）。王與華特斯會面並聲稱自己需要与布朗斯基决斗以作为成为至尊魔法師的训练，因此只好擅自带走布朗斯基；他其後在布朗斯基的假釋聽證會上作證，布朗斯基也展示了自己在惡煞形态下仍能保持理性，他最後在華特斯的协助下成功获得假释，但被禁止再度变身成惡煞。華特斯後來幫助帕格列西打贏了官司，丹尼斯成功获得赔偿，茹娜亦因早前冒充法官而被判入狱。两案结束后，華特斯在回家的路上遭遇手持新阿斯嘉建築設備的「摧毀四人組」襲擊，他們被聘偷走她的血樣，但被变身為女浩克的華特斯擊退。

## 製作

### 開發
2019年8月，漫威影業宣布將開發以「女浩克」珍妮佛·華特斯為主角的串流媒體平台Disney+電視劇。2020年9月，凱特·寇伊若被聘執導首播集、最終集和另外四集，並擔當執行製片人。除了寇伊若與高揚外，執行製片人還包括漫威影業總裁凱文·費吉與執行官布拉德·溫德鮑姆，以及路易斯·德·埃斯波西托和維多利亞·阿朗素。名為「起訴艾米爾布朗斯基」（The People vs. Emil Blonsky）的第三集由弗蘭切斯卡·蓋爾斯（Francesca Gailes）與傑奎琳·J·蓋爾斯（Jacqueline J. Gailes）編劇，並於2022年9月1日在Disney+首播。

### 劇本
在首席編劇高揚最初為該劇集創作的故事提案中，艾米爾·布朗斯基的審判戲份將多至跨越數集。當編劇們開始開發劇集時，他們意識未能寫出“激動人心的審判場景”，並改變了該角色在劇集中的定位。高揚稱劇集中所有客串角色的台詞都是在後期製作時創作出的，當時“感覺真的有很多客串”；而為了與這些角色保持平等，珍妮佛·華特斯會以打破第四面牆來與觀眾解決這個問題。劇集中社交媒體對女浩克的強烈反對所使用的評論，靈感來自漫威的社交媒體渠道在劇集於2019年公佈後出現真正厭惡女性的評論。
劇集中一位來自新阿斯嘉的變形者假扮明星梅根·西·斯塔莉安來欺騙丹尼斯·布考斯基，現實中的梅根飾演自己。高揚解釋說他們正在尋找“一位著名、美麗、成功的女性”來出演被那位阿斯嘉人冒充的角色，而且這個故事會根據被選中飾演該角色的演員進行調整。劇集中的演員賈米拉·賈米爾在與梅根一起合作了劇集《傳奇》後推薦了她。創作人員對這個建議“都失去了理智”，因為正如寇伊若解釋的那樣，她“在很多層面上都是完美的，就像一個永遠不會和丹尼斯·布考斯基約會的美麗年輕名人一樣，也是一個體現了女浩克所體現的很多東西的強大女性”。
寇伊若認為華特斯被摧毀四人組襲擊後意識到自己可以變成女浩克並反擊的場景是“任何曾經生活在這個世界上的女人的願望實現”。高揚指出，編劇們能夠在他們認為適合劇集的情況下改編和重塑摧毀四人組。

### 選角

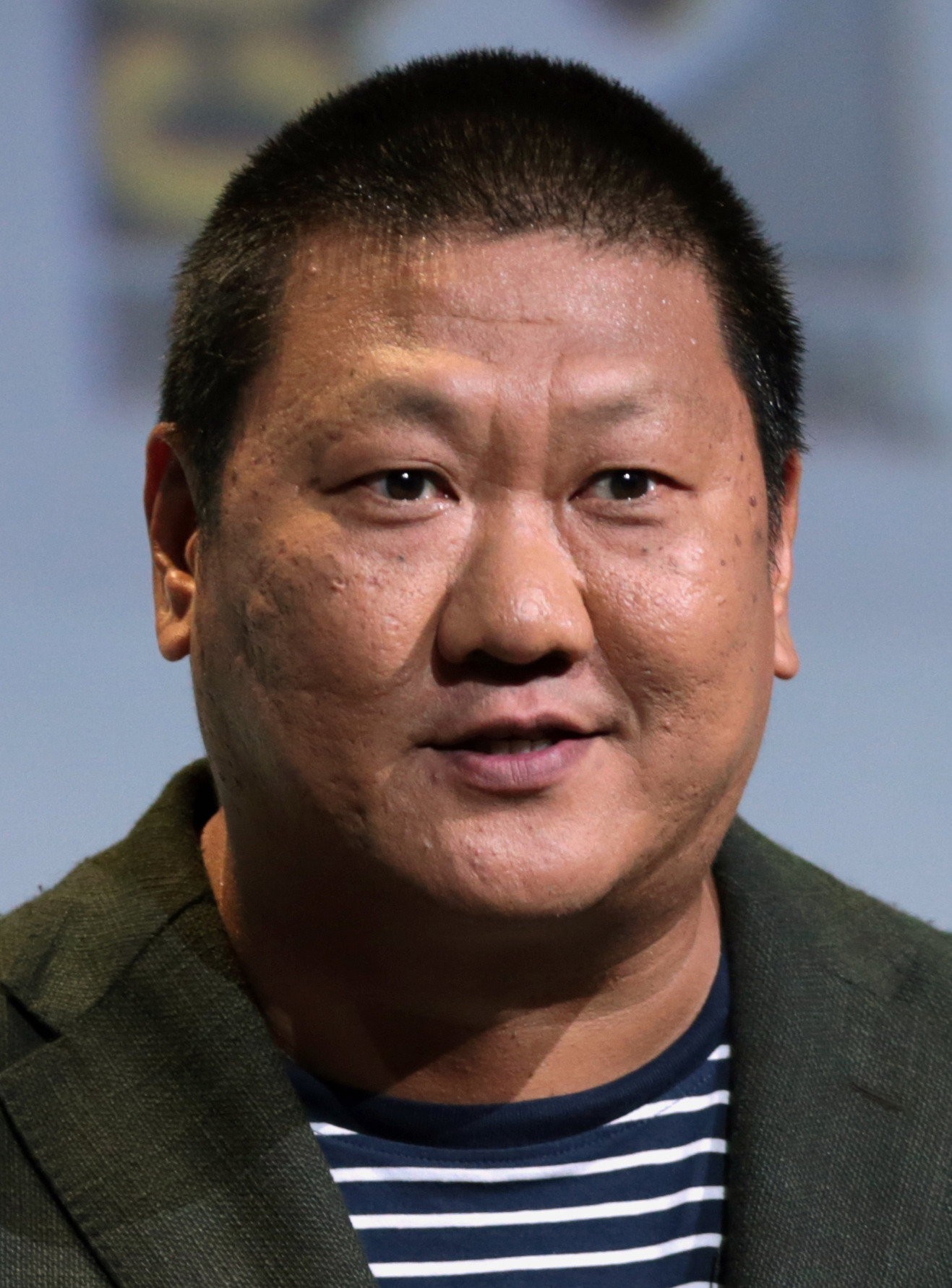
黃凱旋回歸飾演漫威電影宇宙角色「至尊魔法師」王

本集的主要角色包括塔提阿娜·瑪斯蘭尼飾演的「女浩克」珍妮佛·華特斯、喬許·塞嘉拉飾演的奧古斯都·「帕格」·帕格列西（Augustus "Pug" Pugliese）、金潔·岡薩加飾演的妮琪·拉莫斯（Nikki Ramos）、梅根·西·斯塔莉安飾演的自己、黃凱旋飾演的「至尊魔法師」王、提姆·羅斯飾演的「惡煞」艾米爾·布朗斯基、史蒂夫·寇特（Steve Coulter）飾演的荷登·哈勒威（Holden Holliway）、德魯·馬修斯（Drew Matthews）飾演的丹尼斯·布考斯基（Dennis Bukowski）和佩格·奧基夫（Peg O'Keef）飾演的茹娜（Runa）。其他角色包括芮妮·愛麗絲·古思貝瑞飾演的梅樂莉·布克，尼克·戈梅茲和賈斯汀·伊頓（Michael H. Cole）分別飾演的「摧毀者」德克·加思韋特和雷霆球，以及喬治·布萊恩特（George Bryant）飾演的普賴斯法官（Judge Price）。新聞主播約翰·格里高利（John Gregory）、鮑伯·德卡斯特羅（Bob DeCastro）、潔西卡·羅德里奎（Jessica Rodriguez）、卡拉·馬丁內斯（Karla Martinez）和飾演他們自己:30:01。

### 拍攝
主體拍攝在喬治亞州亞特蘭大的三石製片廠開機。凱特·寇伊若擔當導演，弗洛里安·巴爾豪斯擔當攝影指導:1。高揚在2021年電影《尚氣與十環傳奇》中選取了最適合劇集的片段。
在本集的片尾彩蛋中，梅根·西·斯塔莉安成為了華特斯的客戶，並在她的辦公室裡與她一起跳舞和電臀。這是在拍攝當天添加的，因為塔提阿娜·瑪斯蘭尼是她的忠實粉絲，而創作人員則想給她們倆一個場景。瑪斯蘭尼稱在片尾場景跳舞和拍攝是“我生命中最偉大的一天和時刻”，她和高揚都希望漫威能夠發佈她穿著動作捕捉服跳舞的幕後花絮，而漫威最終在劇集完結後成全了二人。

### 特效
後期特效製作公司包括维塔数码、數字王國、韋利公司（Wylie Co）、SDFX工作室、 以及 :31:10–31:29。

### 音樂
山姆·加雷（Sam Garay）的歌曲〈VIP〉、史都華·巴里·馬克思菲爾德（Stuart Barry Maxfield）與艾倫·大衛·安德森（Aaron David Anderson）的歌曲、的歌曲和梅根·西·斯塔莉安的歌曲出現於本集之中:31:44。

## 市場營銷
本集中隱藏的QR碼彩蛋可以連結至漫威漫畫官網相關頁面，免費在線閱讀《野性的女浩克》（The Savage She-Hulk）第2期。本集上線之後，漫威開始在「漫威必備」（Marvel Must Haves）一站式網絡商店中出售與《律師女浩克》相關的周邊產品。

## 發行
〈起訴艾米爾布朗斯基〉於2022年9月1日在Disney+首播。

## 迴響

### 觀眾收視
據衡量美國觀眾觀看電視分鐘數的《尼爾森媒體研究》調查，《律師女浩克》在2022年8月29日至9月4日當周以4.72億分鐘觀看量在串流媒體中排第六，比上一週上升了21%。根據調查消費者參與消費者研究、串流媒體、下載和社交媒體情況的《鸚鵡娛樂分析》（Parrot Analytics），《律師女浩克》是2022年9月2日當周美國第二受歡迎的串流媒體劇集。根據查看美英串流媒體服務觀看數據的串流影視搜索引擎，《律師女浩克》是2022年9月2日當週收視率第四高的劇集。據《鞭子媒體》的《TV Time》調查，《律師女浩克》是9月4日當週美國收視率最高的串流媒體劇集。

### 評價
根据評論匯總网站爛番茄汇总的118篇评论文章，86%的评论家给予本集正面评价，平均打分为7.2分（满分10分）。

## 資料來源
1. ↑  Couch, Aaron. . The Hollywood Reporter. 2019-08-23  [2019-08-23]. （原始内容存档于2019-08-23）.
2. 1 2  Parker, Ryan. . The Hollywood Reporter. 2022-05-17  [2022-05-17]. （原始内容存档于2022-05-18）.
3. 1 2  Kroll, Justin. . Deadline Hollywood. 2020-09-15  [2020-09-15]. （原始内容存档于2020-09-15） （美国英语）.
4. 1 2  Villei, Matt. . Collider. 2022-05-17  [2022-05-18]. （原始内容存档于2022-05-18）.
5. 1 2  Amin, Arezou. . Collider. 2022-09-01  [2022-09-01]. （原始内容存档于2022-09-01）.
6. ↑  . WGAW（英语：Writers Guild of America West）.   [2022-08-06]. （原始内容存档于2022-08-06）.
7. ↑  . The Futon Critic.   [2022-09-11]. （原始内容存档于2022-09-12）.
8. ↑  Vary, Adam B. . Variety. 2022-08-16  [2022-08-16]. （原始内容存档于2022-08-16）.
9. ↑  Davids, Brian. . The Hollywood Reporter. 2022-08-25  [2022-08-29]. （原始内容存档于2022-08-29）.
10. ↑  Anderson, Jenna. . ComicBook.com. 2022-09-02  [2022-09-05]. （原始内容存档于2022-09-03）.
11. 1 2  Mitovich, Matt Webb. . TVLine. 2022-09-01  [2022-09-01]. （原始内容存档于2022-09-01）.
12. 1 2 3 4 5  Bucksbaum, Sydney. . Entertainment Weekly. 2022-09-01  [2022-09-01]. （原始内容存档于2022-09-01）.
13. ↑  Kaye, Don. . Den of Geek（英语：Den of Geek）. 2022-09-01  [2022-09-01]. （原始内容存档于2022-09-01）.
14. ↑  Scherer, Jenna. . The A.V. Club. 2022-09-01  [2022-09-01]. （原始内容存档于2022-09-01）.
15. ↑  Mathai, Jeremy. . /Film. 2022-09-01  [2022-09-01]. （原始内容存档于2022-09-01）.
16. 1 2 3  Gailes, Francesca; Gailes, Jacqueline J. . . 第1季. 第3集. 2022-09-01  [2022-09-02]. Disney+. （原始内容存档于2022-10-12）. End credits begin at 27:06.
17. ↑  Paz, Maggie Dela. . ComingSoon.net. 2021-04-13  [2021-04-13]. （原始内容存档于2021-04-13）.
18. ↑   (PDF). Disney Media and Entertainment Distribution. 2022-08-15  [2022-09-13]. （原始内容存档 (PDF)于2022-09-13）.
19. ↑  Davids, Brian. . The Hollywood Reporter. 2022-08-25  [2022-08-25]. （原始内容存档于2022-08-25）.
20. 1 2  Davids, Brian. . The Hollywood Reporter. 2022-08-18  [2022-08-22]. （原始内容存档于2022-08-18）.
21. ↑  Anderson, Jenna. . ComicBook.com. 2022-10-13  [2022-10-15]. （原始内容存档于2022-10-14）.
22. ↑  Frei, Vincent. . Art of VFX. 2022-08-12  [2022-08-18]. （原始内容存档于2022-08-04）.
23. ↑  Anderson, Jenna. . ComicBook.com. 2022-09-03  [2022-09-05]. （原始内容存档于2022-09-03）.
24. ↑  . Marvel.com.   [2022-09-01]. （原始内容存档于2022-09-01）.
25. ↑  Paige, Rachel. . Marvel.com. 2022-09-02  [2022-09-02]. （原始内容存档于2022-09-02）.
26. ↑  Porter, Rick. . The Hollywood Reporter. 2022-09-29  [2022-09-30]. （原始内容存档于2022-09-29）.
27. ↑  Latchem, John. . Media Play News（英语：Media Play News）. 2022-09-05  [2022-11-07]. （原始内容存档于2022-11-07） （美国英语）.
28. ↑  . Mashable. 2022-09-03  [2022-10-04]. （原始内容存档于2022-10-02）.
29. ↑  Prange, Stephanie. . Media Play News（英语：Media Play News）. 2022-09-06  [2022-10-04]. （原始内容存档于2022-10-04）.
30. ↑  . Rotten Tomatoes. Fandango Media.

## 外部連結
- 互联网电影数据库上起訴艾米爾·布朗斯基的资料（英文）
- 漫威官網提供的本集回顧 （页面存档备份，存于）